# Месје 32
Месје 32 (М32) је патуљаста елиптична галаксија у сазвежђу Андромеда која се налази у Месјеовом каталогу објеката дубоког неба. М32 је сателит велике Андромедине галаксије - М31.
Може бити виђена телескопом као пахуљаст објекат 9-те магнитуде само 24' јужно од централног дела галаксије М31. По Шарлу Месјеу први пут је виђена 1749. и тада ју је видео Гијом Ле Жентил (фр. Guillaume Le Gentil). Радијална брзина М32 је -23 ± 9 km/s у односу на центар наше Галаксије, и она се удаљава од нас. Ипак, њено кретање је последица орбиталног кретања око М31.
Деклинација објекта је + 40° 51' 57" а ректасцензија 0h 42m 41,8s. Привидна величина (магнитуда) објекта М32 износи 8,1 а фотографска магнитуда 9,1. Налази се на удаљености од 0,779 милиона парсека од Сунца. М32 је још познат и под ознакама NGC 221, UGC 452, MCG 7-2-15, IRAS 00399+4035, ARAK 12, ARP 168, CGCG 535-16, PGC 2555.